# Canadian Speedcore Resistance
Pour les articles homonymes, voir CSR.
Canadian Speedcore Resistance (abrégé CSR ou C.S.R) est un label canadien de speedcore et terror. Le label ne semble plus en activité depuis 2017.

## Histoire
Fondé dans les années 2000 par DJ Plague et Interrupt Vector, Canadian Speedcore Resistance est une filiale basé à Toronto, au Canada, de la société néerlandaise Rige Entertainment B.V., faisant la promotion d'un bon nombre de produits (CD albums, événements et festivals, autres produits dérivés).
Lancé par les événements organisés par Terrorist Kriss (compositeur venant de Montréal, au Québec), la scène du speedcore au Canada connait un certain engouement dans les années 2000.  Après un premier maxi (référence catalogue « CSR1 »), et un premier DVD du même genre intitulé Sleeper Cell, CSR poursuit sa croissance. Le label trouve une certaine reconnaissance au niveau international lorsque DJ Plague joue pour la première fois en Italie et en Suisse en 2003. Pour cet objectif, DJ Plague ouvre en 2010 le site web speedcoreworldwide.com, désireux de créer une communauté speedcore mondiale (site aujourd'hui fermé).
Le label a participé à des festivals notoires comme Hardshock, et des événements comme Hellraiser vs. Megarave, organisant au passage leurs propres événements aux Pays-Bas,,. Ils lancent l'événement CSR · Legends of Terror en 2022.